# Karl Langwald
Karl Langwald (* 14. Dezember 1886 in Altwartenburg; † Mai 1945 in Tscheljabinsk) war ein deutscher römisch-katholischer Geistlicher und Märtyrer.

## Leben
Karl Langwald studierte Theologie am Lyceum Hosianum in Braunsberg und wurde am 4. Februar 1912 in Frauenburg zum Priester geweiht. Die Stationen seines Wirkens waren: Kaplan in Christburg und in Alt Schöneberg, während des Ersten Weltkriegs Sanitäter in Braunsberg, dann Kaplan in Groß Purden, in Groß Kleeberg, in Liebenberg und in Treuburg, ab 1935 Pfarrer in Stolzhagen bei Heilsberg. Dort stand er im Kontakt zur polnischen Widerstandsbewegung und wurde von der Gestapo verfolgt. Nach der Eroberung des Ermlandes durch die Rote Armee wurde er im Frühjahr 1945 von der sowjetischen Besatzungsmacht festgenommen und an den Ural verschleppt. Er starb im Mai 1945 in Tscheljabinsk im Alter von 58 Jahren.

## Gedenken
Die Römisch-katholische Kirche in Deutschland hat Karl Langwald als Märtyrer aus der Zeit des Nationalsozialismus in das deutsche Martyrologium des 20. Jahrhunderts aufgenommen. Er gehört zu den 28 Priestern des Erzbistums Ermland, deren diözesanes Seligsprechungsverfahren 2007 eröffnet wurde.